# Coppa delle nazioni africane femminile 2016
La Coppa delle nazioni africane femminile 2016 è stata la dodicesima edizione della massima competizione calcistica per nazionali femminili organizzata dalla Confédération Africaine de Football (CAF), la prima con la nuova denominazione. Il 6 agosto 2015 il comitato esecutivo della CAF decise di cambiare denominazione al torneo da African Women's Championship ad Africa Women Cup of Nations, così come già avvenuto per il corrispondente torneo maschile, Africa Cup of Nations. Si è disputata tra il 19 novembre e il 3 dicembre 2016 in Camerun.
Il torneo è stato vinto per la decima volta dalla Nigeria, che in finale ha superato il Camerun per 1-0, davanti a un pubblico di 40 000 spettatori.

## Formato
Alla fase finale accedevano 8 squadre nazionali, delle quali il Camerun come ospite, mentre le altre 7 tramite le qualificazioni. La fase di qualificazione era organizzata su due fasi a eliminazione diretta: vi hanno preso parte 23 squadre e al turno finale le sette vincitrici si sono qualificate alla fase finale. Nella fase finale, invece, le otto squadre partecipanti erano suddivise in due gruppi da quattro, con partite di sola andata. Le prime due di ciascun raggruppamento si qualificavano per le semifinali, con le prime classificate a incontrare le seconde dell'altro gruppo.

## Qualificazioni
Alle qualificazioni sono state iscritte 22 squadre nazionali.
Le qualificazioni prevedevano due turni a eliminazione diretta. Nel primo turno le diciotto nazionali di fascia inferiore si sono scontrate in partite a eliminazione diretta; le nove vincitrici si sono infine aggiunte alle altre cinque già ammesse al secondo turno per guadagnare i sette posti disponibili per la fase finale.

### Primo turno
L'andata è stata giocata tra il 4 e il 6 marzo 2016, il ritorno tra il 18 e il 20 marzo 2016.
| Squadra 1    | Totale          | Squadra 2    | Andata | Ritorno |
| ------------ | --------------- | ------------ | ------ | ------- |
| Mali         | 2 - 1           | Marocco      | 0 - 0  | 2 - 1   |
| Tanzania     | 2 - 3           | Zimbabwe     | 1 - 2  | 1 - 1   |
| Zambia       | 5 - 3           | Namibia      | 3 - 1  | 2 - 2   |
| Libia        | 0 - 12          | Egitto       | 0 - 8  | 0 - 4   |
| Algeria      | 2 - 1           | Etiopia      | 1 - 0  | 1 - 1   |
| Kenya        | [ 4 ]           | RD del Congo | -      | -       |
| Senegal      | 1 - 1 (4-2 dtr) | Guinea       | 1 - 0  | 0 - 1   |
| Burkina Faso | 0 - 2           | Tunisia      | 0 - 0  | 0 - 2   |
| Botswana     | 11 - 0          | Mauritius    | 7 - 0  | 4 - 0   |

### Secondo turno
L'andata è stata giocata tra il 6 e il 9 aprile 2016, il ritorno tra il 10 e il 12 aprile 2016.
Il Mali è stato ammesso alla fase finale dopo la squalifica della Guinea Equatoriale, che aveva schierato una giocatrice non eleggibile.
| Squadra 1 | Totale      | Squadra 2          | Andata | Ritorno |
| --------- | ----------- | ------------------ | ------ | ------- |
| Mali      | 2 - 3       | Guinea Equatoriale | 1 - 1  | 1 - 2   |
| Zimbabwe  | 4 - 2       | Zambia             | 1 - 0  | 3 - 2   |
| Egitto    | 2 - 2 (gfc) | Costa d'Avorio     | 1 - 0  | 1 - 2   |
| Algeria   | 3 - 3 (gfc) | Kenya              | 2 - 2  | 1 - 1   |
| Senegal   | 1 - 3       | Nigeria            | 1 - 1  | 0 - 2   |
| Tunisia   | 1 - 6       | Ghana              | 1 - 2  | 0 - 4   |
| Botswana  | 0 - 5       | Sudafrica          | 0 - 2  | 0 - 3   |

## Squadre partecipanti
| Pr. | Squadra   | Partecipante in quanto                                         | Ultima presenza |
| --- | --------- | -------------------------------------------------------------- | --------------- |
| 1   | Camerun   | Rappresentativa della nazione organizzatrice della fase finale | 2014            |
| 2   | Egitto    | Vincitrice della fase di qualificazione                        | 1998            |
| 3   | Ghana     | Vincitrice della fase di qualificazione                        | 2014            |
| 4   | Kenya     | Vincitrice della fase di qualificazione                        | Esordiente      |
| 5   | Mali      | Vincitrice della fase di qualificazione                        | 2010            |
| 6   | Nigeria   | Vincitrice della fase di qualificazione                        | 2014            |
| 7   | Sudafrica | Vincitrice della fase di qualificazione                        | 2014            |
| 8   | Zimbabwe  | Vincitrice della fase di qualificazione                        | 2004            |

## Stadi
Il campionato venne ospitato da due impianti in Camerun, nella capitale Yaoundé e nella città costiera di Limbe, rispettivamente nella regione del Centro e nella regione del Sudovest.
| Limbe            | Limbe Yaoundé Stadi ospitanti la coppa delle nazioni africane 2016. | Yaoundé               |
| Stadio di Limbe  | Limbe Yaoundé Stadi ospitanti la coppa delle nazioni africane 2016. | Stadio Ahmadou Ahidjo |
| Capacità: 20 000 | Limbe Yaoundé Stadi ospitanti la coppa delle nazioni africane 2016. | Capacità: 42 500      |
|                  | Limbe Yaoundé Stadi ospitanti la coppa delle nazioni africane 2016. |                       |

## Fase a gruppi
Il sorteggio per la composizione dei gruppi si è tenuto il 18 settembre 2016.
Il regolamento prevedeva che, nel caso le squadre terminassero la fase a gruppi con un numero uguale di punti, la classifica del gruppo sarebbe stato determinato sulla base di:
1. Maggior numero di punti nelle partite tra le squadre in parità;
2. Migliore differenza reti tra le squadre in parità;
3. Maggior numero di reti segnate in partite tra squadre a pari;
4. Se, dopo l'applicazione dei criteri da 1 a 3 per le diverse squadre, due nazionali risultano ancora uguale posizione in classifica, i criteri da 1 a 3 sono riapplicati esclusivamente alle partite tra le due squadre in questione per determinare la loro classifica finale. Se questa procedura non porta a una conclusione, vengono applicati i criteri da 5 a 7;
5. Differenza reti in tutte le partite del girone;
6. Maggior numero di reti segnate in tutte le partite del girone;
7. Sorteggio.

### Gruppo A
| Pos. | Squadra   | Pt | G | V | N | P | GF | GS | DR |
| ---- | --------- | -- | - | - | - | - | -- | -- | -- |
| 1.   | Camerun   | 9  | 3 | 3 | 0 | 0 | 5  | 0  | +5 |
| 2.   | Sudafrica | 4  | 3 | 1 | 1 | 1 | 5  | 1  | +4 |
| 3.   | Egitto    | 3  | 3 | 1 | 0 | 2 | 1  | 7  | -6 |
| 4.   | Zimbabwe  | 1  | 3 | 0 | 1 | 2 | 0  | 3  | -3 |

| Arbitro: | Lidya Tafesse |

|                              |           |  |
| Onguéné 25’ Manie 72’ (rig.) | Marcatori |  |

| Yaoundé 19 novembre 2016, ore 18:30 UTC+1 | Sudafrica        | 0 – 0 referto | Zimbabwe | Stadio Ahmadou Ahidjo\| Arbitro: \| Caroline Wanjala \| |
| Arbitro:                                  | Caroline Wanjala |               |          |                                                         |

| Arbitro: | Aissata Ameyo Amegee |

|         |           |  |
| Ngo 83’ | Marcatori |  |

| Arbitro: | Suavis Iratunga |

|  |           |           |
|  | Marcatori | 83’ Tarik |

| Arbitro: | Jonesia Rukyaa Kabakama |

|  |           |               |
|  | Marcatori | 2’, 50’ Akaba |

| Arbitro: | Salima Mukansanga |

|  |           |                                                              |
|  | Marcatori | 27’ Mgcoyi 60’ Vilakazi 61’ Jane 66’ Seoposenwe 84’ Motlhalo |

### Gruppo B
| Pos. | Squadra | Pt | G | V | N | P | GF | GS | DR  |
| ---- | ------- | -- | - | - | - | - | -- | -- | --- |
| 1.   | Nigeria | 7  | 3 | 2 | 1 | 0 | 11 | 1  | +10 |
| 2.   | Ghana   | 7  | 3 | 2 | 1 | 0 | 7  | 3  | +4  |
| 3.   | Mali    | 3  | 3 | 1 | 0 | 2 | 4  | 10 | -6  |
| 4.   | Kenya   | 0  | 3 | 0 | 0 | 3 | 2  | 10 | -8  |

| Arbitro: | Gladys Lengwe |

|                                                            |           |  |
| Ordega 21’ Oshoala 40’, 63’, 69’, 78’ U. Sunday 48’ (rig.) | Marcatori |  |

| Arbitro: | Jeanne Ekoumou |

|                                 |           |           |
| Suleman 49’ Addo 71’ Boakye 90’ | Marcatori | 23’ Akida |

| Arbitro: | Akhona Zennith Makalima |

|             |           |                 |
| Oshoala 19’ | Marcatori | 43’ (rig.) Addo |

| Arbitro: | Salima Mukansanga |

|            |           |                                     |
| Avilia 80’ | Marcatori | 36’ Coulibaly 50’, 62’ (rig.) Touré |

| Arbitro: | Letticia Antonella Viana |

|  |           |                                              |
|  | Marcatori | 3’ Okobi 7’ Ikidi 53’ Oshoala 89’ Oparanozie |

| Arbitro: | Maria Rivet |

|            |           |                                       |
| Diarra 87’ | Marcatori | 44’ Eshun 68’ Suleman 79’ (rig.) Addo |

## Fase a eliminazione diretta

### Tabellone
|  | Semifinali | Semifinali | Semifinali |         |         | Finale          | Finale          | Finale          |  |
|  |            |            |            |         |         |                 |                 |                 |  |
|  | 1A         | Camerun    | 1          |         |         |                 |                 |                 |  |
|  | 1A         | Camerun    | 1          |         |         |                 |                 |                 |  |
|  | 2B         | Ghana      | 0          |         |         |                 |                 |                 |  |
|  | 2B         | Ghana      | 0          |         | Camerun | Camerun         | 0               |                 |  |
|  |            |            |            |         | Camerun | Camerun         | 0               |                 |  |
|  |            |            | Nigeria    | Nigeria | 1       |                 |                 |                 |  |
|  | 1B         | Nigeria    | Nigeria    | Nigeria | 1       | 1               |                 |                 |  |
|  | 1B         | Nigeria    |            |         |         | 1               |                 |                 |  |
|  | 2A         | Sudafrica  | 0          |         |         | Finale 3º posto | Finale 3º posto | Finale 3º posto |  |
|  | 2A         | Sudafrica  | 0          |         |         |                 |                 |                 |  |
|  |            |            |            |         |         |                 |                 |                 |  |
|  |            |            |            |         |         | Ghana           | Ghana           | 1               |  |
|  |            |            |            |         |         | Ghana           | Ghana           | 1               |  |
|  |            |            |            |         |         | Sudafrica       | Sudafrica       | 0               |  |

### Semifinali
| Arbitro: | Gladys Lengwe |

|             |           |  |
| Feudjio 72’ | Marcatori |  |

| Arbitro: | Lidya Tafesse |

|                |           |  |
| Oparanozie 54’ | Marcatori |  |

### Finale terzo posto
| Arbitro: | Jonesia Rukyaa Kabakama |

|           |           |  |
| Eshun 48’ | Marcatori |  |

### Finale
| Arbitro: | Aisatta Ameyo Amegee |

|  |           |                |
|  | Marcatori | 86’ Oparanozie |

## Statistiche

### Premi
Questi sono i premi individuali conferiti al termine del torneo.
| Premio              | Vincitrice        |
| ------------------- | ----------------- |
| Migliore giocatrice | Gabrielle Onguéné |
| Migliore marcatrice | Asisat Oshoala    |
| Premio Fair Play    | Camerun           |

### Classifica marcatrici
6 reti
- Asisat Oshoala

3 reti
- Elizabeth Addo
- Desire Oparanozie

2 reti
- Henriette Akaba
- Linda Eshun
- Samira Suleman
- Bassira Touré

1 rete
- Raissa Feudjio
- Christine Manie
- Geneviève Ngo
- Gabrielle Onguéné
- Salma Tarik
- Portia Boakye
- Esse Mbeyu Akida
- Cheris Avilia
- Sebe Coulibaly
- Binta Diarra
- Faith Ikidi
- Ngozi Okobi
- Francisca Ordega
- Uchechi Sunday
- Refiloe Jane
- Andisiwe Mgcoyi
- Linda Motlhalo
- Jermaine Seoposenwe
- Nothando Vilakazi